# Léon de Lantsheere

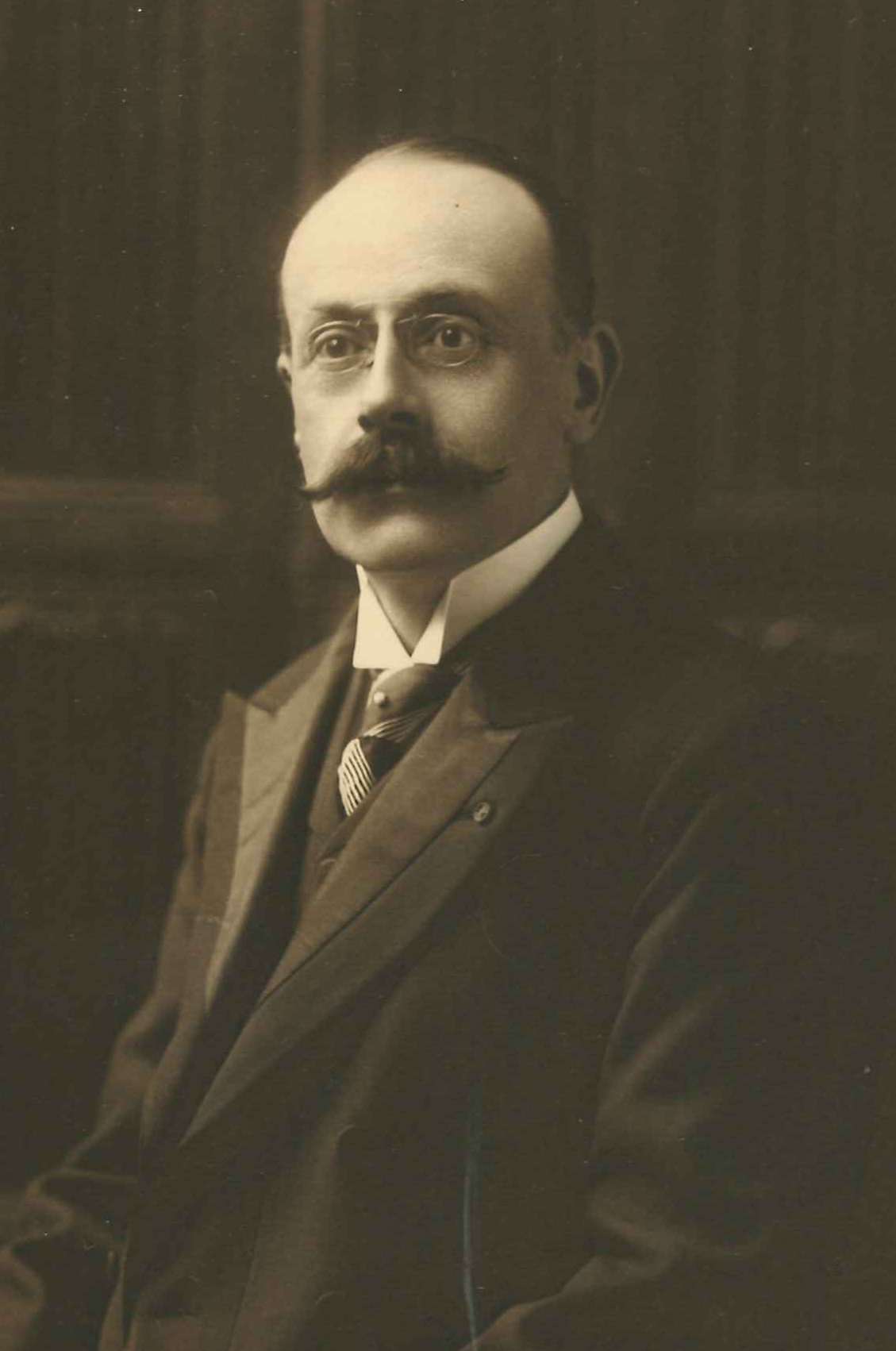

Léon Marie Joseph Antoine de Lantsheere (Brussel, 23 september 1862 - Asse, 26 augustus 1912) was een Belgisch politicus voor de Katholieke Partij.

## Biografie

### Familie
Léon de Lantsheere was een zoon van burggraaf Théophile de Lantsheere, minister, voorzitter van de Kamer van volksvertegenwoordigers en gouverneur van de Nationale Bank van België, en Léonie Beeckman de Crayloo.
Hij trouwde in 1895 in Brussel met Marguerite Kerckx (1865-1951), kleindochter van Adolphe Bosquet en achterkleindochter van Balthazar Bourgeois. Ze kregen drie zoons en twee dochters en waren de schoonouders van burggraaf Raoul Hayoit de Termicourt, procureur-generaal bij het Hof van Cassatie.

### Loopbaan
De Lantsheere deed zijn studies aan het Sint-Michielscollege in Brussel, waarna hij rechten en filosofie studeerde aan de Université catholique de Louvain. Hij promoveerde er in 1885 tot doctor in de rechten en in 1886 tot doctor in de wijsbegeerte. In 1889 werd hij tevens auditeur van de Superieure Raad voor Belgisch-Congo. In 1895 werd hij aan de UCL professor straf- en burgerlijk recht. Als medewerker van verschillende kranten schreef hij ook meerdere artikels.
Voor de Katholieke Partij was hij van 1889 tot 1900 provincieraadslid van Brabant, waarna hij van 1900 tot aan zijn onverwacht overlijden in 1912 in de Kamer van volksvertegenwoordigers zetelde. Van 1908 tot 1911 was hij minister van Justitie.